# Günther Singer
Günther Singer (auch Günter Singer; * 14. Januar 1922 in Breslau; † 1. November 1989 in Hamburg) war der zweite Vorsitzende der Jüdischen Landesgemeinde Thüringen nach der Befreiung vom Nationalsozialismus.

## Leben
Singer wuchs in Breslau in einem wohlhabenden, religiösen Elternhaus auf und besuchte nach der Volksschule das Jüdische Gymnasium der Stadt. Anschließend arbeitete er als Verwaltungslehrling in der Jüdischen Gemeinde. Im Jahre 1943 wurde er in das KZ Theresienstadt deportiert und von dort in das Vernichtungslager Auschwitz. Dort hat er überlebt. Im Jahre 1945 kehrte er nach Breslau zurück. Doch seine gesamte Verwandtschaft war ermordet worden, und so zog er nach Erfurt. Hier beteiligte er sich ab 1946 am Wiederaufleben einer Jüdischen Gemeinde. Er wurde hier Gemeindesekretär und Kantor der Gemeinde. Im Jahre 1953 verließ Singer die DDR und ließ sich im westdeutschen Hamburg nieder. Seit 1956 war er Geschäftsführer der dortigen Gemeinde und wurde später Mitglied im Zentralrat der Juden in Deutschland sowie Vorstandsmitglied der Zentralwohlfahrtsstelle der Juden in Deutschland.
Singer starb am 1. November 1989 in Hamburg.

## Auszeichnungen
Im Jahre 1986 wurde ihm das Bundesverdienstkreuz verliehen.